# Kílian Jornet i Burgada
Kílian Jornet i Burgada   (Sabadell, 27 d'octubre de 1987) és un esquiador de muntanya i corredor de muntanya català. Esportista especialment prolífic, ha estat campió del món d'esquí de muntanya el 2010 i el 2011, i campió del món de curses de muntanya del 2007 al 2010 i també del 2012 al 2014. És especialment conegut per haver guanyat en quatre ocasions (2008, 2009, 2011 i 2022) l'Ultra-Trail du Mont Blanc i la Pierra Menta (2008, 2010 i 2011). Jornet també s'ha proclamat vencedor en deu ocasions de la Sierre-Zinal (2009, 2010, 2014, 2015, 2017, 2018, 2019, 2020, 2021 i 2024), ha guanyat el Grand Raid de l'illa de la Reunió dos cops (2010 i 2012), ha guanyat en 8 ocasions la marató Zegama-Aizkorri, i ha entrat en primera posició a totes les edicions del Giir di Mont entre 2008 i 2011, cursa que també va vèncer el 2014. A més, també ha batut nombrosos rècords de temps i distàncies, com el del Tahoe Rim Trail, el de la Hardrock 100 (una cursa que ha guanyat quatre cops consecutius, batent els rècords de temps en tots dos sentits), el del GR 20 (2009), el de l'ascens i el descens del Kilimanjaro o el de diversos cims emblemàtics del planeta gràcies al projecte Summits of my Life. És àmpliament reconegut com un dels millors atletes de tots els temps en la seva disciplina, i l'any 2014 la revista National Geographic el distingí com l'aventurer de l'any.
La tardor del 2023, va realitzar l'aventura de coronar els 177 cims de més de 3000 msnm del Pirineu en 8 dies. En total, va recórrer 485,65 quilòmetres i va acumular un desnivell de més de 43.000 metres, en més de 155 hores d'activitat física. La gesta va començar el dilluns 2 d'octubre als peus del cim Frondella i va finalitzar el 10 d'octubre a la Pica d'Estats. Va arribar a encadenar més de 40 cims en una mateixa jornada, a caminar 39 hores seguides i va desplaçar-se amb bicicleta per enllaçar els trams. L'agost del 2024 va fer els 82 cims de més de 4000 msnm dels Alps en 19 dies. En total, va recórrer 1207 quilòmetres, acumulant un desnivell positiu de 75.000 metres i descansant, de mitjana, 5 hores i 17 minuts per dia. Els desplaçaments entre els cims els va fer a peu o en bicicleta.
Actualment viu en un fiord de Noruega, des d'on ha creat una fundació per preservar les muntanyes, allunyat de la pressió que suposa ser considerat un dels millors atletes de tots els temps en la seva disciplina. És parella de la també corredora de muntanya sueca Emelie Forsberg.

## Biografia
Jornet és fill d'Eduard Jornet i Núria Burgada. El seu pare és guia de muntanya i guarda del refugi Cap del Rec, a la Cerdanya, i la seva mare és professora d'esports de muntanya, estant actualment a càrrec de les joves promeses del Centre de Tecnificació d'Esquí de Catalunya. Kílian Jornet té una germana dos anys més jove, Naila Jornet, integrant de l'equip estatal d'esquí de muntanya i que practica curses de muntanya.
El seu primer aniversari ja el va celebrar al refugi del seu pare, a 1.986 metres d'altitud, on va viure gran part de la seva infantesa. Amb tres anys ja va coronar el primer tresmil, el Tuc de Mulleres. Amb cinc anys va fer l'Aneto, i amb sis el Breithorn. Als deu anys va finalitzar completament la Transpirinenca, combinant l'alta muntanya que ofereix el GR 10 i el GR 11.
Amb disset anys optà per quedar-se a la Cerdanya a fer els seus estudis universitaris a la Facultat de Ciències i Tècniques d'Activitats Físiques i Esportives que la Universitat de Perpinyà té a Font-romeu. Fou al Centre Nacional d'Entrenament en Altitud (CNEA), a més de 1.800 metres d'altitud, on coincidí amb altres esportistes catalans de l'especialitat com ara Daniel Solà, Mireia Miró, Marc Pinsach o Ignasi Andrés. Des del 2004 és considerat esportista d'alt nivell pel Consell Català de l'Esport i pel Consell Superior d'Esports en la categoria de Muntanya i Escalada (núm. 40.563.172). El 2010 va ser nomenat Cerdà de l'Any. El 7 de setembre de 2012 es publicà a internet una fotografia seva al cim del Mont Blanc (4.800 m.), completament nu i envoltat de neu, com a mostra d'esbarjo.

## Esquiador de muntanya
Iniciat en la pràctica de l'esquí de muntanya l'any 1999, participà per primera vegada en competició a la cursa de La Molina de la Copa espanyola de l'any 2000. Tres anys més tard, ingressà a les files de la selecció espanyola d'esquí de muntanya competint en categoria absoluta fins al 2007.
Pel que fa a la seva afiliació a clubs, ha format part del Grup Excursionista Cerdanya (GEC) i del Club Poliesportiu Puigcerdà-SE, tot i que després va competir per Atomic.
El seu primer triomf a escala mundial arribà al Campionat del Món d'esquí de muntanya de 2004 realitzat a l'Aran (Occitània) on es penjà la medalla d'or de la cursa vertical, en la categoria de cadet. Ja en categoria sènior, es penjà dos bronzes al Campionat del Món de 2008. Dos anys després, a l'edició de 2010, revalidà l'or en l'ascens vertical i obtingué la d'argent en la cursa individual.
Ha guanyat, des de 2009, quatre edicions consecutives de la Copa del món d'esquí de muntanya.
A escala continental, obtingué l'or en la cursa vertical i l'argent en els relleus durant el Campionat d'Europa d'esquí de muntanya de 2009 celebrat a Alpago (Itàlia). En els següents campionats europeus, celebrats del 4 a l'11 de febrer de 2012 a Pelvós (Occitània), va revalidar la medalla d'or a la cursa vertical. En la cursa individual, va obtenir la medalla d'argent.
Gràcies als seus mèrits esportius en categoria júnior d'esquí de muntanya, va guanyar el Premi d'Honor d'EsportCatalà.cat els anys 2004, 2005 i 2006.

## Corredor de muntanya
Ha estat sis voltes campió del món de curses en alçada (Skyrunner World Series), els anys 2007, 2008, 2009, 2012, 2013 i 2014. D'aquesta forma va superar en nombre de victòries al capità del seu equip, el Salomon Santiveri Outdoor Team, Agustí Roc (2002, 2003 i 2004) i esdevingué el corredor de muntanya amb més campionats del món.
L'any 2008, amb vint anys, es presentà per primera vegada a l'Ultra-Trail du Mont-Blanc (UTMB), considerada una de les proves més dures d'Europa amb 166 quilòmetres i 9.400 metres de desnivell positiu. Essent un novell de la prova, no només la va guanyar amb comoditat (va treure quasi una hora al segon) sinó que va rebaixar el rècord de la prova a 20 hores, 56 minuts i 59 segons. L'any següent, setena edició de l'UTMB, va tornar a guanyar la cursa però no va ser capaç de rebaixar la marca del 2008, en part a causa de les males condicions climàtiques de vent, boira i fred. En l'edició del 2011, també va guanyar la cursa amb un temps de 20 hores, 36 minuts i 43 segons.
L'1 de juny de 2008, els ajuntaments de Bellver de Cerdanya i Prullans li dedicaren un homenatge amb l'organització de la Cursa de Muntanya Bellver Prullans, una mitja marató de muntanya que recorre els dos municipis, amb la presència del corredor com a protagonista de l'esdeveniment.
De la mateixa manera que en esquí de muntanya, els seus èxits en les curses de muntanya han estat notables. És per això que ha estat premiat en nombroses ocasions per entitats catalanes i internacionals. Un dels mèrits més destacats és l'obtenció del Premi d'Honor d'EsportCatalà.cat els anys 2008 i 2009 en categoria skyrunning.

### Kilian's Quest
Per tal de mostrar el màxim potencial del corredor, l'empresa patrocinadora Salomon organitzà el projecte Kilian's Quest, a fi que Jornet batés els reptes més importants en curses de muntanya.
El 17 de juny de 2009 va batre el rècord de la ruta de muntanya GR 20, a l'illa de Còrsega, en 32 hores, 54 minuts i 24 segons, rebaixant en quasi quatre hores l'anterior rècord en mans de l'italià Pierrot Santucci. El GR 20 és considerada la ruta de llarga distància més dura d'Europa, amb 190 quilòmetres i 21.000 metres de desnivell acumulat.
L'1 d'octubre de 2009 va batre una nova marca, en aquella ocasió a Sierra Nevada (Estats Units). Aconseguí finalitzar el Tahoe Rim Trail, una prova que recorre el llac Tahoe, passant pels estats de Califòrnia i Nevada, donant inici i final a Sunnyside-Tahoe City, en 38 hores i 32 minuts. L'antic rècord del sender, de 265 quilòmetres de distància i 8.000 metres de desnivell positiu, estava en mans de Tim Twietmeyer quan l'any 1995 el fixà en 45 hores i 58 minuts.
Del 31 de maig al 7 de juny de 2010 corregué la Transpirinenca, una travessa que creua el massís dels Pirineus des del cap Higuer (Hondarribia), al Mar Cantàbric, fins al cap de Creus (Llançà), al Mar Mediterrani. Finalitzà el recorregut, comprès de 700 quilòmetres i 35.717 metres de desnivell acumulat, en 8 dies. Si bé és cert que tardà un dia més del previst, rebaixà igualment l'antic rècord fixat en 12 dies.
Durant la tardor del 2010, va pujar i baixar el cim més alt del continent africà, el Kilimanjaro, en un temps rècord: 7 hores i 14 minuts. Tanmateix, el projecte tenia previst rebaixar les marques del John Muir Trail, 340 quilòmetres creuant tres parcs naturals de Califòrnia (setembre 2009); o del quilòmetre vertical, ja en mans de Jornet, però s'hagueren d'anul·lar per molèsties físiques o obstacles administratius.

### Summits of my life
El 29 de maig de 2012 presentà en públic el nou projecte anomenat Summits of my life («Cims de la meva vida»). El propòsit de l'aventura consistia en coronar en solitari, sense assistència i amb el menor temps possible, algunes de les muntanyes més emblemàtiques del planeta. El 2012 es va fixar l'objectiu de fer dues travessades integrals pel Massís del Mont Blanc, no realitzades abans. El 2013 va ser l'any que provà de batre el rècord de velocitat d'ascens de l'Elbrús (5.642 m), el Cerví (4.478 m) i el Mont Blanc (4.808 m). L'any següent ho provaria als cims de l'Aconcagua (6.962 m) i el Mont McKinley (6.194 m). I, finalment, l'any 2015 miraria de batre el rècord de velocitat d'ascensió al cim de l'Everest (8.844 m) —sense guies, ni portadors, ni cordes fixes, ni oxigen suplementari— que en el moment de proposar-se el projecte era de 22 hores i 29 minuts.
El 4 de juny de 2012 es va veure obligat a ajornar la primera de les travessies del Mont Blanc per causes meteorològiques adverses, amb l'objectiu d'encetar-la la setmana següent. Durant la segona temptativa, el diumenge 17 de juny, el seu company de travessada, el també esquiador francès Stéphane Brosse, va perdre la vida en caure accidentalment d'una cornisa de neu de 600 metres d'altitud a l'Agulla d'Argentière.
El 18 de setembre del mateix any va assolir la travessa integral del Mont Blanc (des de Courmayeur a Chamonix, coronant el Mont Blanc per la via Innominata i baixant-lo per la via Royale) en 8 hores i 40 minuts, essent aquest un recorregut que s'acostuma a efectuar en tres dies.
L'11 de juliol de 2013, Jornet va acomplir el segon dels projectes enquadrats en el Summits of my life, tot establint un nou rècord d'ascensió al Mont Blanc. Parcialment acompanyat pel francès Mathéo Jacquemoud, Jornet va pujar i baixar el cim més alt dels Alps en 4 hores i 57 minuts. La gesta havia estat en mans d'André Gobet des de 1990, quan aquest esmerçà 5 hores i 10 minuts per completar l'ascens.
El 21 d'agost del mateix any, Jornet atenyia en solitari el tercer projecte de Summits of my life, coronant el Matterhorn i establint un nou rècord de l'ascens i el descens d'aquest cim, un dels més alts i complicats dels Alps, que de 1995 estava en mans de Bruno Brunod, qui havia parat el cronòmetre a 3 hores i 14 minuts. Per la seva banda, Jornet va completar la jornada en 2 hores i 52 minuts. El mes següent, Jornet es va traslladar a Rússia, per a provar de batre el rècord d'ascens i descens del mont Elbrús, el cim més alt de l'Europa continental, tot aprofitant la celebració d'una cursa de muntanya al mateix indret. El 21 de setembre, Jornet va dur a terme l'intent de batre el rècord, acompanyat de Vitaly Shkel, però després de 2 hores i 45 minuts d'ascens, quan es trobaven a uns 300 metres del cim, van decidir de girar cua en tant que les condicions meteorològiques eren adverses. Per qüestions de calendari, i en saber que el temps no milloraria en els dies següents, es decidí a deixar aquesta temptativa de batre el rècord d'ascens i descens de la muntanya més alta d'Europa per una altra ocasió, encara per definir. Aquest fou el darrer projecte de la iniciativa Summits of my life de l'any 2013.
L'any següent, un cop acabada la temporada d'esquí de muntanya, Jornet va combinar la participació en curses de muntanya amb la continuació d'aquest projecte. D'aquesta manera, el juny de 2014 es va desplaçar a Alaska per tal d'assajar de batre el rècord d'ascens i descens del Mont McKinley, la muntanya més alta de l'Amèrica del Nord. La gesta la va dur a terme el 7 de juny. Fins a l'intent de Jornet, el rècord d'ascens i descens del McKinley estava en mans d'Ed Warren, un militar del servei aeri dels Estats Units que coronà el cim després 12 hores i 20 minuts després de la sortida, i va arribar al punt de sortida 4 hores després, aturant el cronòmetre a 16 hores i 46 minuts. Per la seva banda, Jornet va coronar i descendir del McKinley en 11 hores i 48 minuts, establint també un nou rècord de velocitat en coronar aquesta muntanya a 9 hores i 43 minuts. Les primeres informacions respecte a la gesta no foren del tot precises, ja que l'atac al cim es feu a través de la via Rescue Gully (que segueix la via tradicional en molts punts però evita uns passos equipats amb cordes fixes) i no a través de la via West Buttress, tal com s'havia comentat.
El 19 de desembre de 2014, Jornet va emprendre el primer intent de batre el rècord d'ascens i descens de l'Aconcagua, la muntanya més alta dels Andes. En el moment de la temptativa de Jornet, el rècord es trobava en mans de Jorge Egocheaga, qui va coronar i descendir l'Aconcagua en 13 hores i 46 minuts, per bé que inicialment s'havia anunciat que havia invertit 14 hores i 5 minuts en la gesta. El primer assaig de Jornet fou infructuós a causa del fort vent, que l'obligà a girar cua abans de fer el cim. No obstant això, Jornet va batre el rècord al segon assaig, efectuat el 23 de desembre. A través de la via normal d'ascens a l'Aconcagua (amb sortida i arribada a Horcones), Jornet tardà 12 hores i 49 minuts a coronar i davallar la muntanya més alta del continent americà, un temps que rebaixa de 57 minuts la marca establerta per Egocheaga.
El maig de 2015, Jornet tenia previst de temptar l'ascens més ràpid a l'Everest, però el terratrèmol esdevingut a la fi del mes anterior feu que l'expedició canviés els plans, desplaçant-se de totes maneres al Nepal amb la intenció d'oferir ajuda en zones muntanyoses allunyades, deixant la temptativa de rècord per més endavant.
La matinada del 21 al 22 de maig de 2017, Jornet va assolir l'objectiu de pujar a l'Everest sense oxigen ni cordes fixes i en solitari. Va fer cim 26 hores després d'haver sortit del darrer indret habitat de l'Himàlaia, el monestir de Rongbuk (indret que coincideix amb el camp de base de l'Everest, prop de 5100 metres d'altitud), i 38 hores després arribava al camp de base avançat de la muntanya més alta del món. Jornet va repetir la gesta una setmana més tard, la nit del 27 al 28 de maig, per bé que va sortir del camp de base avançat (a 6500 metres d'altitud) i va fer cim al cap de 17 hores, per a tornar després al mateix camp de base avançat. Aquesta darrera marca situa Jornet molt a prop dels dos ascensos més ràpids que s'han registrat a la muntanya més alta del món (el de Hans Kammerlander per la cara nord de l'any 1996, fixat a 16 hores i 45 minuts; i el de Christian Stangl de l'any 2006, rebaixat a 16 hores i 42 minuts), per bé que el fet d'haver-la realitzat sis dies després d'una altra ascensió —més llarga— a l'Everest sense oxigen suplementari ni cordes fixes fa que la comparació no es pugui fer, essent les condicions diferents.

## Filmografia
- Unbreakable: The Western States 100 (2011)
- Summits of my life I: A fine line (estrena a televisió 03/01/2013)[124]
- Summits of my life II: Déjame vivir (2014)[125]
- Summits of my life III: Langtang (2015)[126]